# Leenstelsel (bestuursvorm)
Het leenstelsel, leenwezen of feodaal stelsel is een historische rechtsfiguur waarbij een grootgrondbezitter de rechten als eigenaar van de grond in bruikleen gaf aan derden in ruil voor betalingen en diensten die konden variëren van grondbewerking, hand-en-spandiensten tot politieke en militaire trouw. Basis was een privaatrechtelijke overeenkomst, het feodale contract. Op basis daarvan ontwikkelden zich in de loop der eeuwen in grote delen van wat nu Europa is, ook allerlei verschillende bestuursvormen. De grondeigenaar of degeen die het bezit van de grond in leen had gekregen, maakte dan afspraken over de manier waarop het gebied en de bewoners bestuurd mochten worden. Er is nooit sprake geweest van één leenstelsel of van één soort afspraak, er bestonden door de eeuwen heen, in verschillende tijden en verschillende regio's veel verschillende gebruiken en leenrechtsystemen. Ook het bekende feodale leenstelsel van de Europese middeleeuwen, bekend als feodalisme, kende veel verschillende vormen.

## Omschrijving
Leenstelsels bestonden al veel vroeger dan de middeleeuwen en ook buiten Europa. Zo bestond in Mesopotamië het Kassitisch leenstelsel, bekend van de vele kudurru's die zijn opgericht door de Kassieten. Op deze kudurru's werd aangegeven hoe groot het gebied was dat in leen werd verkregen, wie zou genieten van deze leen en onder welke voorwaarden dit zo bleef.
Een ander leenstelsel uit de oudheid is het laat-Romeinse leenstelsel, dat gebaseerd was op het systeem van foederati (bondgenoten). In ruil voor dienst in het Romeinse leger kregen ze land toegewezen dat ze mochten bewerken. Op deze manier kwamen onder andere de Franken het Imperium Romanum binnen.
Na de val van het West-Romeinse Rijk ontstonden verscheidene Germaanse vorstendommen en koninkrijken waar Germaanse leenstelsels werden toegepast. Deze regels maakten deel uit van het feodale stelsel. Tot de renaissance en de opkomst van het absolutisme bleef het feodalisme de belangrijkste manier van machtsverdeling in West-Europa. Ook het Graafschap Nassau was ooit in leen gegeven.
Ook in het oosten kende men een leenstelsel: het Ottomaans leenstelsel. Hierbij werden Turkse ruiters beloond voor hun diensten. Maar als tegenwicht voor deze machtig wordende ruiters zette de Ottomaanse sultan Janitsaren in, aan wie als soldaat-slaven geen grond hoefde te worden geschonken.

## Varianten in de geschiedenis
Van de oudheid tot in vrij recente tijden had een groot deel van de wereldbevolking met een leenstelsel te maken. Hieronder zijn verscheidene leenstelsels kort beschreven.

### Kassitisch leenstelsel

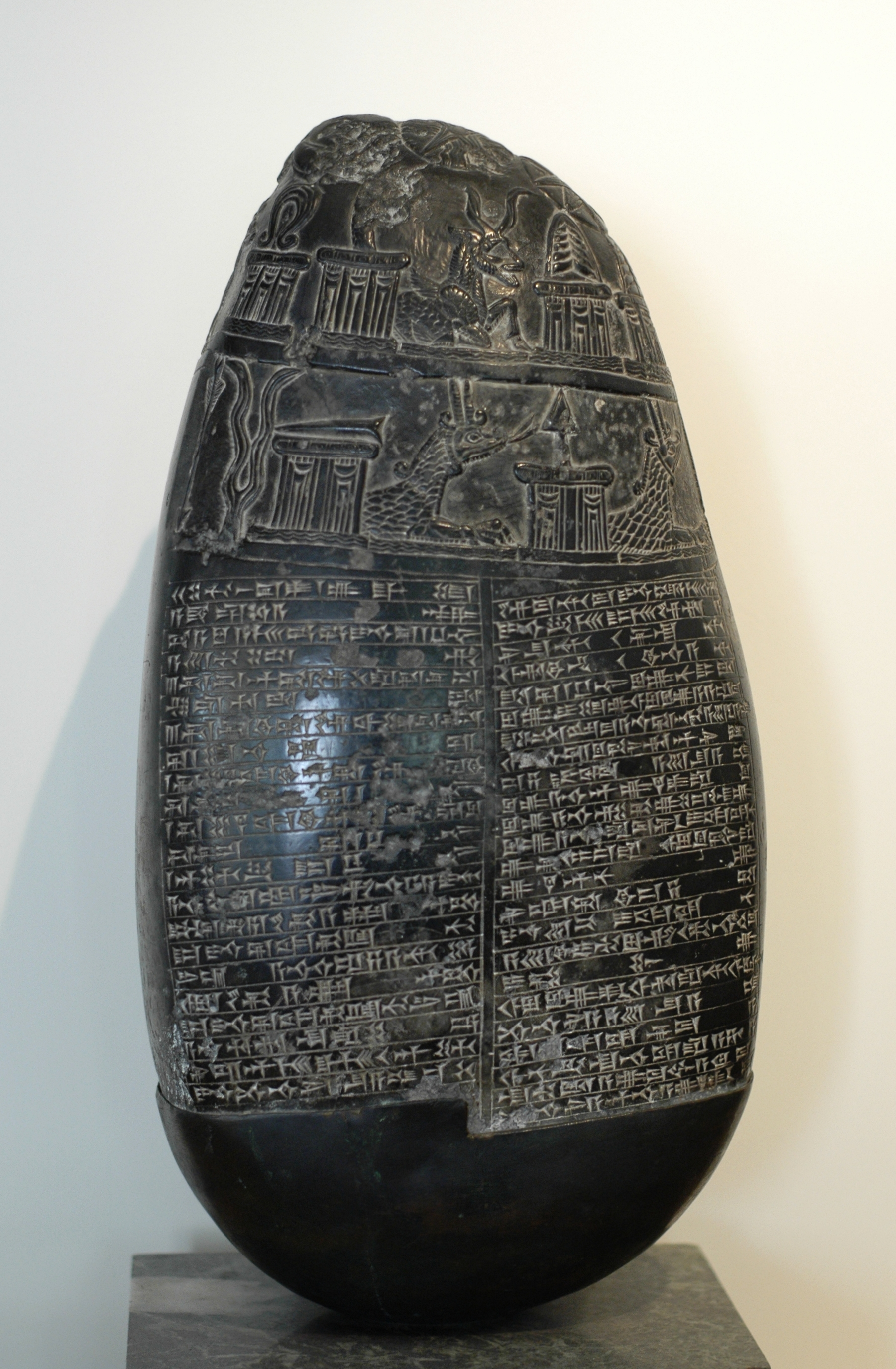
De Caillou Michaux, een Babylonische kudurru uit de Kassitische periode, muntenkabinet van de Bibliothèque nationale de France

De Kassieten, die over Babylon heersten in de Midden-Babylonische periode (ca. 1595-1155 v.Chr.), introduceerden de kudurru in Mesopotamië. Een kudurru kan als volgt worden omschreven: Een grenssteen, genaamd ‘kudurru’, komt overeen met een modern contract. Haar inscriptie bepaalt accuraat de grenzen van een uitgestrekt gebied van land en verzekert haar bezit, voor de toekomstige tijd, aan de persoon en zijn afstammelingen genoemd door haar bepalingen. Deze kudurru's werden waarschijnlijk opgesteld in een tempel om onder bescherming van de god te staan en waren dus niet echte grensstenen. Ze dienden eerder als garantie dat het gegeven land, gegeven bleef. Toch gaat het hier om een vorm van leenstelsel, daar men geen eigenaar maar bezitter was van de grond. Zolang de bepalingen nageleefd bleven, bleef de grond in bezit van de leners. Bij schending ervan ging de grond terug naar de instantie die het schonk.

### Laat-Romeins leenstelsel
Omdat er steeds meer Germanen het Imperium Romanum binnendrongen, besloten de Romeinse keizers dit probleem op te lossen door de Germanen als foederati (bondgenoten) te beschouwen en in het Romeinse leger te laten dienen, zoals al eeuwen gebeurde door middel van de auxilia. Hierdoor verwierven volkeren zoals de Franken zich gebied in het Imperium Romanum in ruil voor militaire bijstand tegen de andere Germanen die de Rijn nog niet waren overgestoken.

### Middeleeuws leenstelsel
Het feodalisme in de middeleeuwen wordt vaak voorgesteld als een piramide, waarbij de vorst - helemaal bovenaan - aan vertrouwelingen een bezit uitgeeft als leen. Oorspronkelijk meestal een grondgebied met het recht een deel van de opbrengst te behouden, in ruil voor politieke en militaire trouw en bestuur van de bewoners. De ingebruikgever werd in de Nederlandse taal veelal leenheer of suzerein genoemd, de ingebruiknemer leenman of vazal, het betreffende gebied heerlijkheid. Die vazal kan verder zelf als leenheer optreden en met (stukjes van) zijn leen weer diverse onderliggende leenmannen begiftigen. En zo verder. De laagste vorm van een leenovereenkomst was die met een laat of horige, onvrije boeren die een stukje hen toegewezen land konden bewerken en daarnaast allerlei diensten aan de heer moesten verlenen, waaronder als soldaat meegaan op veldtochten. Ook werden rechten aan steden en haar inwoners verleend, zoals het marktrecht, het recht een muur om de stad te bouwen, eigen verordeningen uit te vaardigen etc., tegen betaling van heffingen en belastingen.
Naar de huidige stand van wetenschap is het pyramidemodel om meerdere redenen te simplistisch, het toont alleen hoe de machtsstructuur zich kon ontwikkelen en leert niets over de inhoud van leenovereenkomsten of over maatschappelijke verhoudingen.
Bijna alles wat inkomsten verschaft kan in leen gegeven worden, alles waar leenheer en leenman profijt van kunnen hebben: een stuk land met rechten en inkomsten, een ambt of een functie waaraan voorrechten en inkomsten vasthangen, een geldelijke rente enz. Van zijn kant is de leenman de leenheer een aantal diensten verschuldigd: raad (deelname aan zijn hof, zijn rechtbank ...) en daad (bijvoorbeeld militaire steun), of ook financiële tussenkomst, wanneer bijvoorbeeld de oudste zoon huwt. Vandaar dat het leenstelsel zowel zakelijke als persoonlijke rechten bevat. Sommige lenen konden worden overgedragen of overgeerfd, anderen vervielen van rechtswege na de dood van de leenman of onder andere in het contract gestipuleerde omstandigheden. 
Het leenstelsel is in de geschiedschrijving lang voorgesteld als vrij rechtlijnig, in de praktijk voerde het echter tot een versnipperd bestuur en ingewikkelde juridische verhoudingen. Zo is de heerlijkheid Borculo ooit door het Bisdom Münster in leen gegeven aan één heer, maar een beschrijving van de bezittingen, subcontracten en alle rechthebbenden enige eeuwen later, in 1777, ten behoeve van de overname door prins Willem V van Oranje-Nassau beslaat maar liefst 139 pagina's. Daarbij cumuleren leenmannen lenen, wat leidde tot een persoonlijke unie en cumulatie van titels. Leenmannen konden ook lenen van meerdere leenheren cumuleren, wat bij een conflict tussen die leenheren - die de leenman telkens omwille van een ander leen zou moeten volgen - tot problemen leidt. Berucht voorbeeld van een bijzonder problematische feodale situatie was de Kroon van Engeland, dat grondgebied in leen had van de Franse kroon binnen het territorium waar de Franse kroon heerste: er werd 100 jaar oorlog gevoerd. De klontering van leengoederen kon soms leiden tot het ontstaan van nieuwe staten die gedeeltelijk binnen het ene en gedeeltelijk binnen het andere territorium lagen, zoals Pruisen. Andere staten, zoals de Nederlandse Republiek en het Zwitsers Eedgenootschap, wisten zich bestuurlijk uit het leenstelsel te ontworstelen en gingen hun eigen weg. Verder kon een leenman ook in conflict raken met diens leenheer, zoals tijdens de Slag bij Ane waarbij burggraaf Rudolf II van Coevorden zijn leenheer bisschop Otto van Lippe in een moeras lokte met zijn leger en versloeg. Verder was het ook niet altijd duidelijk waar het ene gebied ophield en het volgende gebied begon of konden overnamecontracten op verschillende manieren geïnterpreteerd worden, een situatie die tot in de moderne tijd voor grensconflicten tussen de moderne opvolgersstaten zorgt.
Op het West-Europese vasteland ontstond het leenstelsel als een uitvloeisel van de versnippering van grond en macht na Karel de Grote. In Engeland werd het geïntroduceerd na de verovering door Willem de Veroveraar in 1066, als een sterke machtsfactor in het beheersen van heel het land.

### Ottomaans leenstelsel

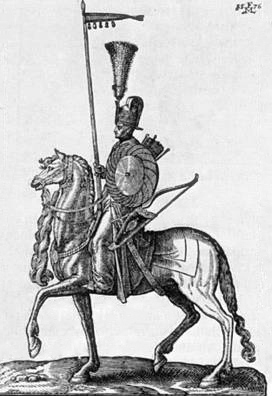
Een Sipahi, op een 16de-eeuwse westerse gravure

De Turken die het Ottomaanse Rijk hadden gesticht, beloonden hun Turkse ruiters (Timar(lu): houder; Sipahi) met stukken land (timar, cf heerlijkheid) voor hun diensten. Hoewel deze in principe in leen waren in ruil voor legerdienst, werden deze stukken steeds meer beschouwd als persoonlijk eigendom, zoals ook in het middeleeuwse West-Europa was gebeurd.
De Ottomaanse sultan vond echter een oplossing in de vorm van de Janitsaren: christelijke jongeren die waren geroofd uit de Balkanregio en tot slaaf werden gemaakt. Na te zijn bekeerd tot de Islam en een militaire training te hebben gekregen, werden de Janitsaren ingezet als elitetroepen van de sultan. Aldus vormden ze een tegengewicht voor de Turkse ruiters. Aan Janitsaren moest immers geen grond worden geschonken, daar ze slaven waren. Maar doordat Janitsaren steeds meer hogere posten gingen bekleden in het rijk, brokkelde de macht van de Ottomaanse sultan af. Ook de gouverneurs in de verafgelegen provincies van het rijk streefden naar meer autonomie. Dit zou uiteindelijk leiden tot de desintegratie van het rijk en de oprichting van de seculiere Turkse staat.

### Japans leenstelsel
Het Japanse leenstelsel werd ingevoerd in 645 bij de Taika-hervormingen, toen Japan naar Chinees model werd gereorganiseerd. Erfelijke titels en grondbezit ontleende men voortaan aan de keizer, zodat lokale leiders hun autonomie kwijtraakten en de macht overging naar adellijke leenheren (kugu), als bestuurders van nieuwgevormde provincies (kuni). In 1185 grijpt de militair Minamoto no Yoritomo de macht en verwerft de titel Shogun. Hij vestigt de eerste shogun-dynastie (Kamakura-shogunaat). Hofadel en adellijke titels bestaan wel voort in de luwte van het machteloze keizerlijk hof. Tot de Meiji-restauratie regeert echter de krijgersklasse, de Buke. Werkelijke macht en grondbezit is in handen van de verschillende krijgsheren, de daimyo's en hun - gewoonlijk erfelijke - vazallen, de samoerai. Sommige daimyo's zijn vazallen van de heersende shogun, anderen onderwerpen zich al dan niet vrijwillig aan zijn gezag. In de 15de eeuw hebben de door de daimyo's beheerste grondgebieden effectief de provincies vervangen als indeling van Japan.
In 1573 werd de regerende maar verzwakte shogun-dynastie ten val gebracht door Oda Nobunaga. Zijn opvolger, Toyotomi Hideyoshi, formaliseerde het grondgebied van elk van de clans van de verschillende daimyo's, de han. Een herschikking volgde na de overwinning van Ieyasu Tokugawa bij Sekigahara. Nadien is het stelsel, met ongeveer 300 han, tot aan de Meiji-restauratie in stand gebleven. Aan het hoofd van een han stond een daimyo, met een domein dat meer dan 10.000 koku aan rijst opleverde. Deze daimyo moest loyaliteit aan de shogun zweren, of hij nu diens leenman was of niet. Daarnaast werd zijn macht beknot doordat hij was gedwongen hof te houden op zijn eigen domein en in de hoofdstad, waar hij en de zijnen min of meer gegijzelden waren van de shogun. Niet zelden was een daimyo zelf zo machtig dat ook hij leenmannen had met een domein van meer dan 10.000 koku beheerde. Hoewel zulke mannen geen daimyo's waren, en hun trouw zwoeren aan de daimyo in plaats van aan de shogun, werden hun domeinen soms toch han genoemd.
Tegen het einde van het leenstelsel hadden veel daimyo's al behoorlijk aan macht ingeboet ten opzichte van de kooplui en vaak grote schulden opgebouwd. Na de afschaffing van het feodale stelsel kreeg een aantal daimyo's een plek in het nieuwe staatssysteem. De daimyo's werden bovendien, in ruil voor het opgeven van hun domeinen de schulden kwijt gescholden. Door deze ontwikkelingen werd het einde van het leenstelsel vrij algemeen aanvaard.

### Indisch leenstelsel
Het Indisch leenstelsel onder het Mogolrijk kende de jagir (land) en de mansab als leen. Maar een soort van leenstelsel gold vaak ook voor formeel administratieve/dominiale (vooral de belastingvergarende) landerijen zoals een taluqa of thikana.

### Perzisch/Parthisch leenstelsel
Het Perzisch leenstelsel bestond onder de heerschappij van de Kadjaren. In dit stelsel had men een tuyuldar die een uitgestrekte heerlijkheid bezat, te vergelijken met de grote heren in het middeleeuwse West-Europa.